# Martine Jandrot-Perrus
Martine Jandrot-Perrus, née le 25 mai 1951 à Paris, est médecin de formation et chercheuse en biologie. Elle a identifié et cloné le principal récepteur plaquettaire au collagène, la glycoprotéine VI, contre laquelle elle a développé un anticorps médicament pour le traitement des thromboses. Martine Jandrot-Perrus a été élevée au grade de Chevalier de l'ordre national de la Légion d'honneur en juillet 2016 en reconnaissance de ses 40 années de service dont 35 en tant que chercheuse à l’Institut national de la santé et recherche médicale (INSERM). Elle est actuellement directrice de recherche émérite au sein de l’unité INSERM 1148 à l'hôpital Bichat et a fondéé acticor Biotech, placée en liquidation judiciaire en 2024.Martine Jandrot-Perrus est la mère de l'escrimeuse Léonore Perrus.

## Biographie
Martine Jandrot-Perrus a obtenu son doctorat en médecine en 1977 avec la Médaille d’Argent de l’Université Paris Descartes après avoir travaillé au sein des services des Pr François Josso (Hôpital Necker-enfants malades)  et Doris Ménasché (Hôpital Beaujon). En 1979, au cours de son doctorat en sciences (spécialité hématologie biologie), elle a effectué un séjour dans le laboratoire du Dr Michael W. Mosesson au Downstate Medical Center, New York (États-Unis). Elle obtient son doctorat de biochimie enzymologie en 1981 (Université Paris Sud, Orsay) et est recrutée comme chargée de recherche  à l’INSERM en 1982 où elle intègre le laboratoire de recherche sur l’hémostase et la thrombose dirigé par le Pr Marie-Claude Guillin (Faculté Xavier Bichat). Elle est promue directrice de recherche en 1992. Depuis septembre 2016, elle est directrice de recherche émérite au sein de l'unité Inserm 1148 (Hôpital Bichat).

## Apport scientifique
Martine Jandrot-Perrus a consacré sa recherche à l'étude de la biologie plaquettaire et de l'hémostase. Ses travaux ont notamment porté sur la caractérisation d’un inhibiteur de la thrombine, la protéase-nexine 1, et de ses fonctions dans l'hémostase. Elle a également cloné le récepteur majeur des plaquettes au collagène, la glycoprotéine VI (GPVI), qu'elle a caractérisée fonctionnellement. Ses travaux ont contribué à démontrer le rôle accessoire de la GPVI dans l’hémostase primaire et son rôle critique dans la thrombose, ouvrant ainsi la porte au développement d'un anticorps thérapeutique anti-GPVI par la spin-off de l'Inserm "Acticor Biotech",,,. Spin off co-fondée par Philippe Billiald et qui a été placée, par le Tribunal de Paris en redressement judicaire, puis liquidation judicaire en 2024. https://www.acticor-biotech.com/press-releases L'echec se traduit par la liquidation confirmée par le tribunal de Paris France, le 2 Janvier 2025.

## Distinctions
- 2002 : Prix Coup d’élan pour la recherche française de la Fondation Bettencourt-Schueller[7].
- 2003 : Prix Le Goff, Lemonon, Houry, Laveran, Académie des sciences[8]
- 2009 : Premier prix de la Fondation SGAM-Asset pour l’innovation thérapeutique[9]
- 2016 : Chevalier de la Légion d'honneur[10].